# 메사이미르 SC
알메사이미르 스포츠 클럽(아랍어: نادي المسيمير الرياضي)은 카타르의 프로 축구 클럽으로 메사이미르를 연고로 하고 있다.
1996년 알나흐다 스포츠 클럽라는 이름으로 비공식 창단되었다. 1998년에 알쇼알라 스포츠 클럽이라는 이름으로 공식적인 창단 과정을 마쳤고, 2004년 지금의 이름으로 바뀌었다.

## 경기장
1998년에 지어진 Al-Mesaimeer 경기장은 36,000m²에 달하며 2개의 축구 경기장, 라커룸 및 관리실을 갖추고 있다. 그러나 구단은 수용인원과 시설이 부족해 3000명을 수용할 수 있는 알사일리야 스타디움을 홈구장으로 자주 사용한다.

## 역사

### 개요
이 클럽은 1996년에 카타르 축구 협회의 행정 및 재정적 종속으로 인해 도하 에서 비공식적으로 결성되었다(" Al-Nahda 스포츠 클럽 ").
1998년 전 상속인 Sheikh Jasim bin Hamad bin Khalifa Al Thani는 카타르 올림픽 위원회 와 함께 클럽을 공식적으로 설립한 후 제헌 총회를 구성하고 이사회를 선출했다. 그 기간 동안에 클럽의 이름은 Al-Shoala 로 변경되었다.

### 매사이미어 SC로 이전
2000년에는 국가 올림픽 위원회(National Olympic Committee)의 감독 하에 관리 건물, 탈의실, 축구장으로 구성된 클럽의 공식 본부 건설을 메사이미어 지역에 완공하였다.
또한 지역사회를 구단으로 유치하고 어린 선수들부터 1군까지 전 연령층의 선수층을 형성하고 운동기구와 트레이너 등 시설과 서비스를 제공할 수 있도록 이사회의 전체적인 계획을 재검토하고, 프로 선수의 코치진과와 조언 등을 듣는 과정을 진행 했다.
이후에 클럽은 경기에 참가하기 시작했고 1군은 2부 리그에서 여러 번 준우승을 기록하기도 하였다. 또한 어린 선수와 유스 선수들이 자신들보다 큰 팀과 경기에서 승리하여, 이사회는 후배 선수들에 대한 근면과 관심을 보여주었다. 그들은 계속해서 어린 선수들에게 투자하여 그들을 잘 훈련시켰고 그들이 언젠가 1군에 승격할 것이라는 희망으로 클럽 내부의 지원에 더하여 학교 공부를 돕는 등 클럽 밖에서 관심을 기울이는 노력을 보였다
2004년에 클럽 창립자와 직원들의 요구에 따라 클럽은 클럽과 본사가 위치한 지역에 따라 이름을 Al-Shoala에서 현재의 Al-Mesaimeer Sports Club으로 변경했다.
2014-15 시즌에 클럽은 유세프 아담 아래 카타르가스 리그에서 2위를 차지하여 역사상 처음으로 카타르 스타즈 리그 로 승격하는 성과를 거두었다.

### 구단 역사
- 1996년 : 알나흐다 스포츠클럽 창단
- 1998년 : 알쇼알라 스포츠 클럽으로 명칭 변경
- 2004년 : 클럽 이름을 Al-Mesaimeer Sports Club으로 변경

## 업적
- 카타르 세컨드 디비전

## 선수 명단

### 현역
참고: FIFA 자격 규정에 따라 소속된 국가대표팀 국기를 표시합니다. 선수는 복수의 FIFA 비회원국 국적을 가지고 있을 수 있습니다.
| 번호 | 포지션 | 국적   | 이름            |
| ---- | ------ | ------ | --------------- |
| 8    | MF     | 알제리 | 모하메드 제니디 |
| 16   | DF     | 이집트 | 압둘할림 셰리프 |
| 33   | GK     | 이집트 | 아마르 아메드   |

| 번호 | 포지션 | 국적 | 이름 |
| ---- | ------ | ---- | ---- |

## 역대 감독
| 감독                  | 임기 |
| --------------------- | ---- |
| 코스티커 슈테퍼네스쿠 | 2003 |